# Венгерско-косовские отношения
Венгерско-косовские отношения - двухсторонние дипломатические отношения Венгрии и Республики Косово.  Косово провозгласило свою независимость от Сербии 17 февраля 2008 года, а Венгрия признала её 19 марта 2008 года. У Венгрии есть посольство в Приштине.

## История
Несмотря на признание Венгрией независимости Косово, министр иностранных дел Венгрии Петер Сийярто заявил в январе 2023 года, что Венгрия будет голосовать против вступления Косово в европейские организации до тех пор, пока не будет достигнуто соглашение с Сербией. В апреле 2023 года Венгрия вместе с Азербайджаном, Кипром, Грузией, Румынией, Сербией и Испанией проголосовала против утверждения членства Косово в Совете Европы.

## Военное отношение
Венгрия в настоящее время насчитывает 353 военнослужащих в Косово в составе миротворческих сил в НАТО во главе Косово.